# Sudans episkopalkyrka
Sudans episkopalkyrka är den anglikanska kyrkan i Sudan och Sydsudan.